# Adem Kapič
Adem Kapič (* 16. April 1975 in Ljubljana) ist ein ehemaliger slowenischer Fußballspieler.

## Karriere

### Im Verein
Die erste Schritte im Profifußball absolvierte Adem Kapič in seiner Geburtsstadt Ljubljana, bei den Vereinen Cosmos Ljubljana und Olimpija Ljubljana. Im Jahre 1995 erfolgte der Wechsel in die Schweiz zum FC Biaschesi, von dort aus folgten zwei Wechsel nach Deutschland zu Concordia Ihrhove und zum MSV Duisburg. Jedoch konnte sich der Slowene in Duisburg nicht durchsetzen und kehrte er 1999 wieder in seine Heimat zurück, zu ND Gorica. Nach einer Saison in Slowenien zog es den Mittelfeldakteur erneut nach Deutschland, erst zu Alemannia Aachen und danach zu den Stuttgarter Kickers. Mit dem Abstieg der Kickers in die Regionalliga Süd wechselte er zum ungarischen Erstligisten Ferencváros Budapest. Dort hatte er die erfolgreichste Zeit in seiner Laufbahn als Fußballer, als er zwischen 2002 und 2005 durchgehend im UEFA Cup im Einsatz war. Danach folgten noch zwei Stationen in Ungarn, sowie eine Zeit in Israel, bevor er schließlich 2008 seine Karriere zunächst beendete. In der Saison 2013/14 gab er nochmals ein Comeback beim ungarischen Drittligaverein Szeged 2011.

### In der Nationalmannschaft
Aufgrund seiner erfolgreichen Zeit in Ungarn wurde auch der damalige slowenische Nationaltrainer Bojan Prašnikar auf den Mittelfeldspieler aufmerksam, sodass Kapič am 20. August 2003 gegen Ungarn sein Länderspieldebüt gab.